# Otto Leonhard Heubner

Otto Leonhard Heubner

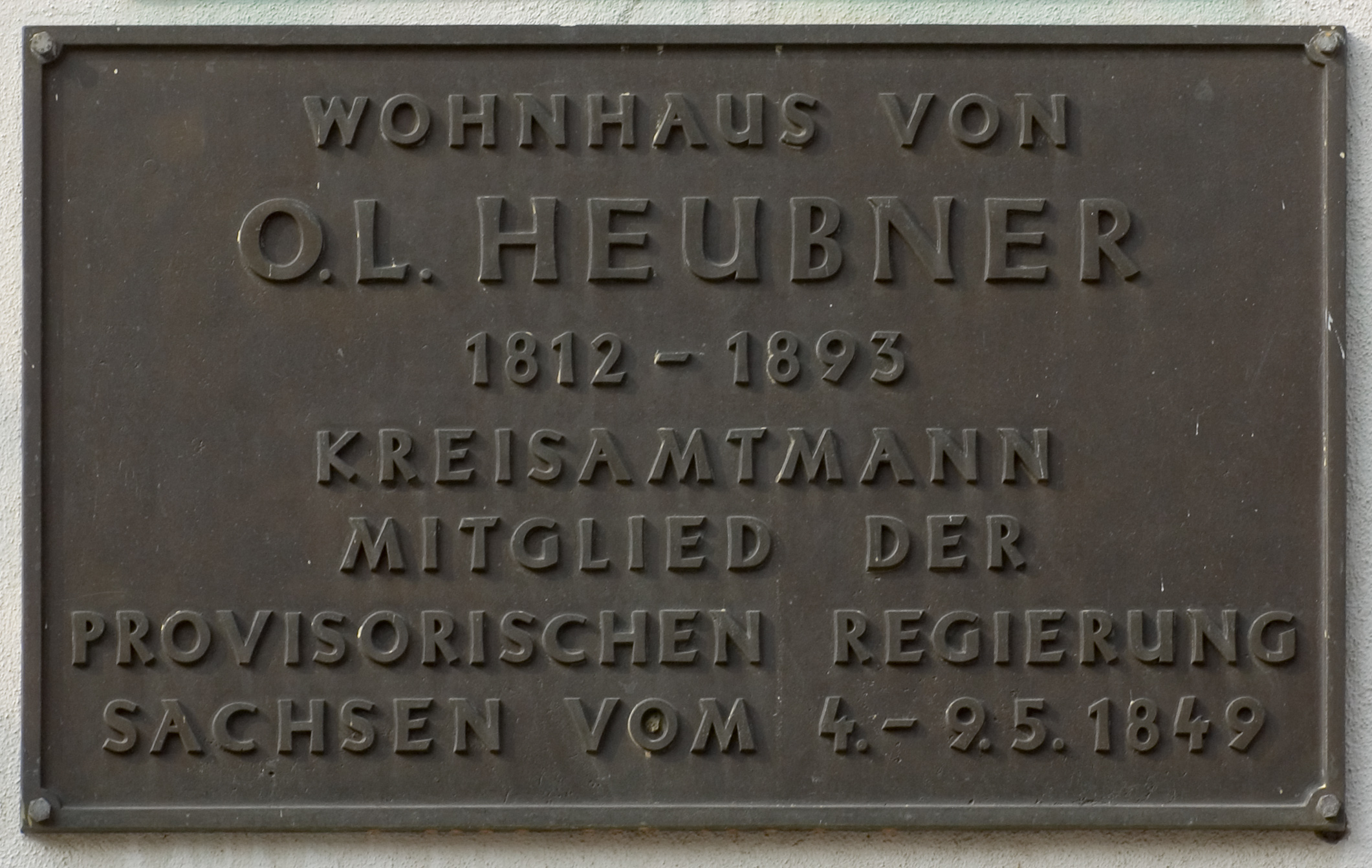
Gedenktafel in Freiberg

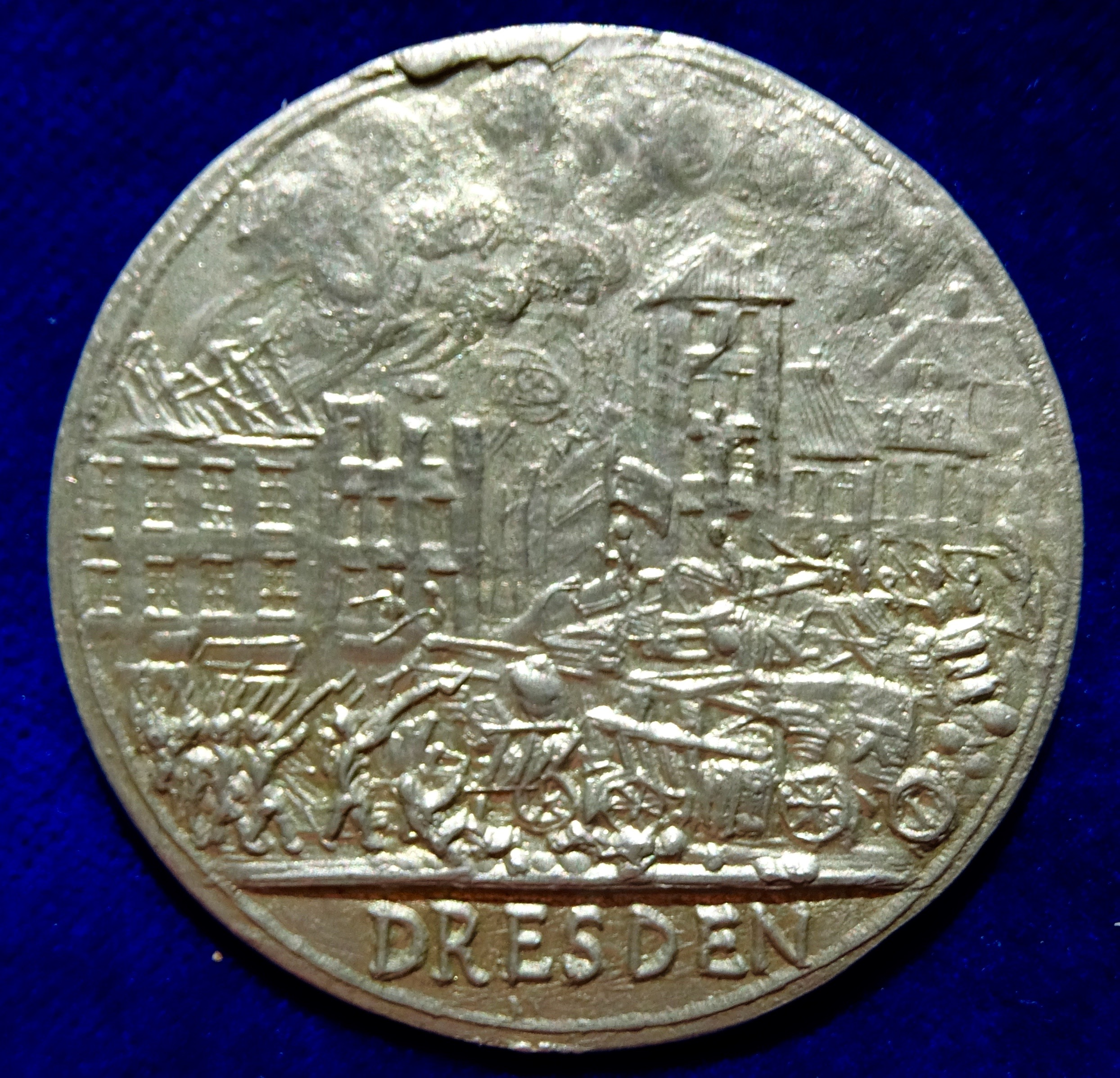
Medaille aus der Revolutionszeit einer Straßenschlacht beim Dresdner Maiaufstand, Vorderseite.

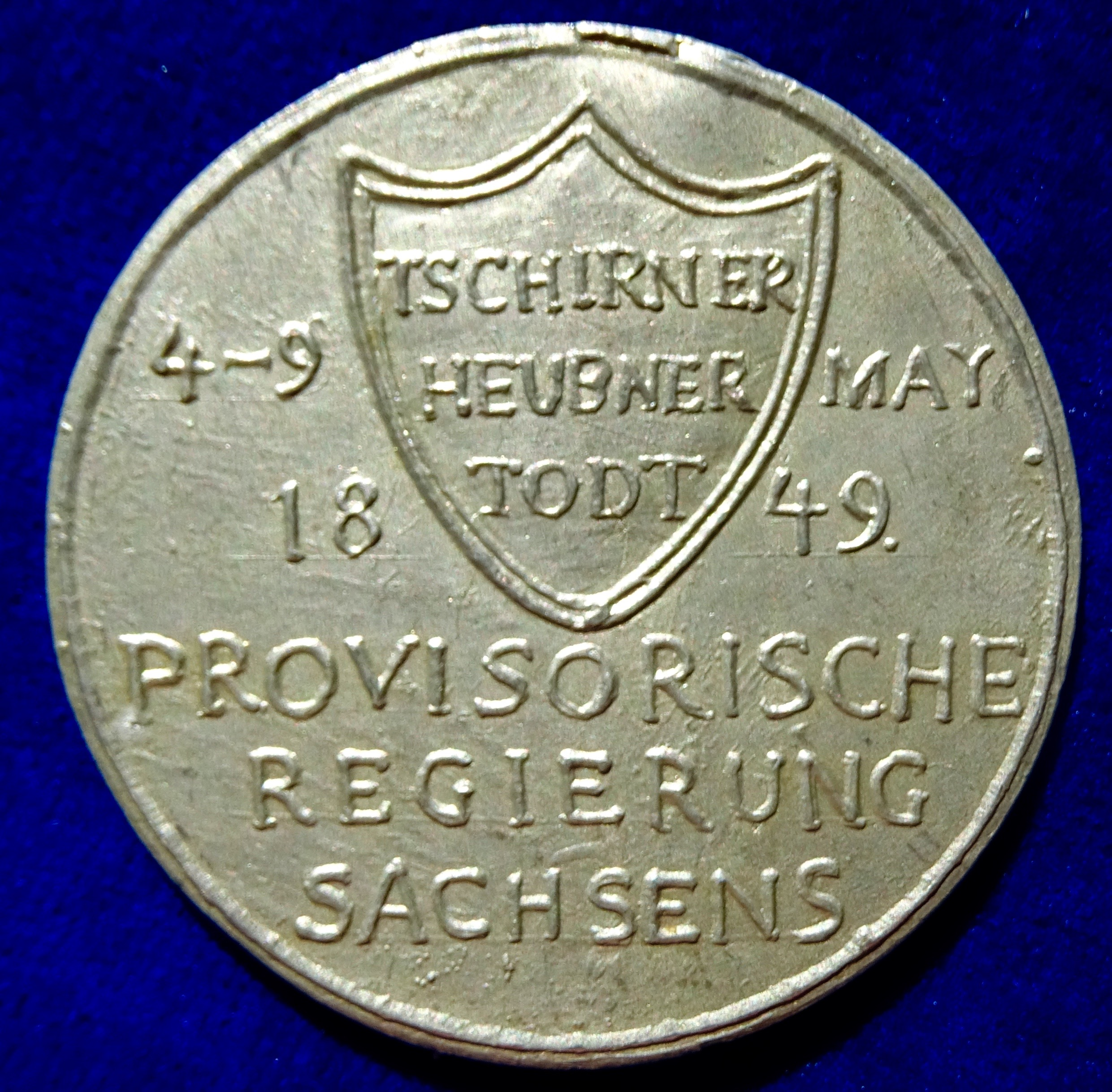
Die Rückseite dieser Medaille mit den Daten des Aufstandes und den Namen der Initiatoren der Provisorischen Regierung Sachsens, Tschirner, Heubner und Todt.

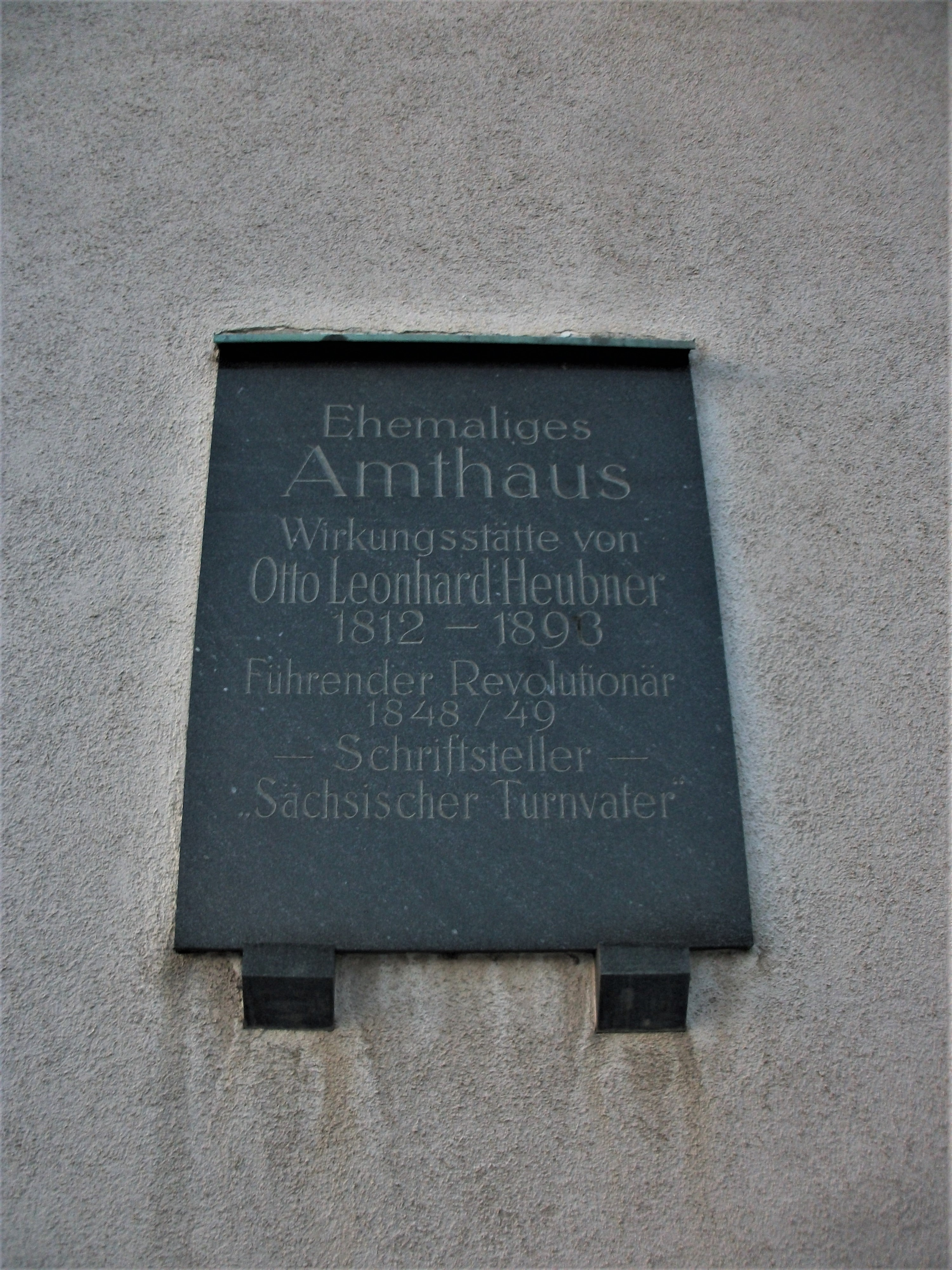
Ehemaliges Amthaus Mühltroff, Infotafel Otto Leonhard Heubner

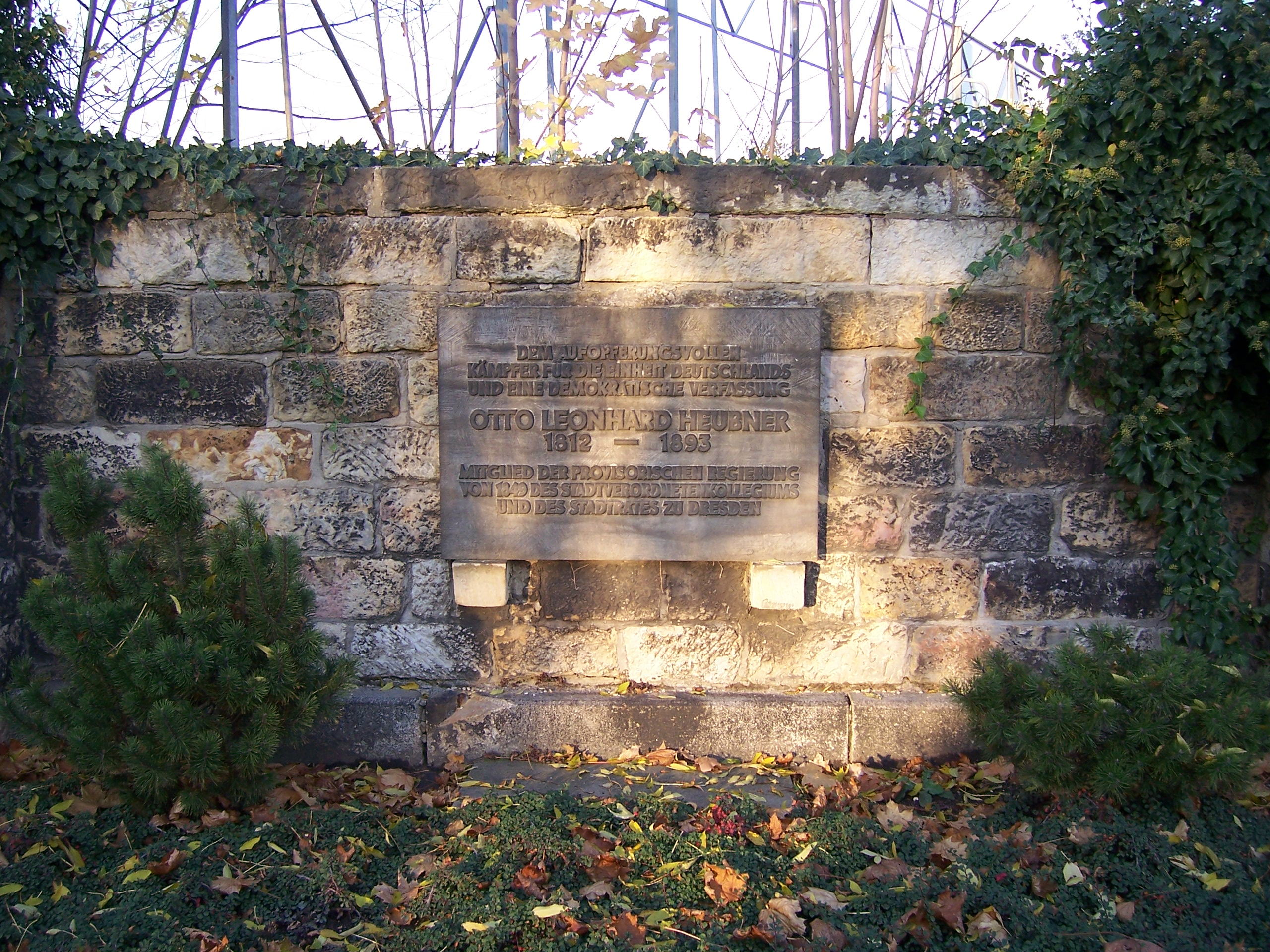
Grab Otto Leonhard Heubners auf dem Alten Annenfriedhof in Dresden

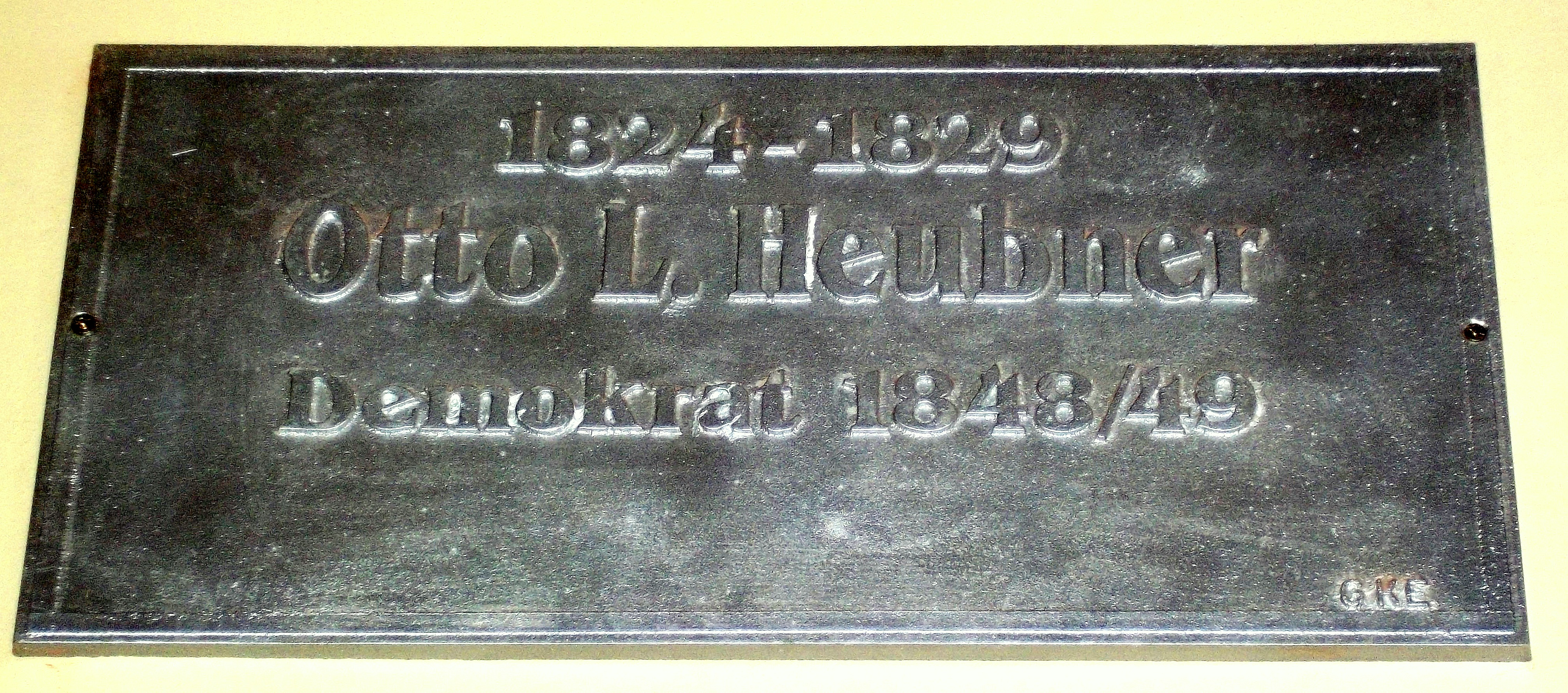
Ehrentafel für Otto Leonhard Heubner im Gymnasium St. Augustin Grimma (im Durchgang des Hauptportals)

Otto Leonhard Heubner (* 17. Januar 1812 in Plauen; † 1. April 1893 in Blasewitz) war ein deutscher Jurist, Politiker und Dichter. Er gehörte der Frankfurter Nationalversammlung an und war nach dem Dresdner Maiaufstand 1849 Mitglied der provisorischen Regierung. Als „Sächsischer Turnvater“ ließ er in Zeiten der Reaktion die fortschrittliche Jahnsche Turnbewegung wiederaufleben.

## Leben und Wirken
Der Sohn des in Plauen und Mühltroff praktizierenden Rechtsanwalts Johann Friedrich Leonhard Heubner (1768–1838) erhielt bis 1824 Privatunterricht. Dem Besuch der Fürstenschule Grimma schloss er ab 1829 ein Studium des Rechtswissenschaften an der Universität Leipzig an. Nachdem er dieses erfolgreich abgeschlossen hatte, trat er 1832 als Praktikant in die Kanzlei seines Vaters in Plauen ein. 1834 erhielt er selbst die Zulassung als Advokat und ließ sich in seiner Heimatstadt nieder.
1833 begannen seine Aktivitäten für die Turnbewegung. In den auf die Befreiungskriege folgenden Jahren wurde die Jahn'sche Turnbewegung seitens der Obrigkeit politisch beargwöhnt und teilweise polizeilich verfolgt, sodass man von der „Turnsperre“ in dieser Zeit spricht. Die 1833 von Heubner in Plauen gegründete erste Turnanstalt wurde beispielgebend für spätere weitere Gründungen in Sachsen, was zur Folge hatte, dass das Land in der zweiten Hälfte des 19. Jahrhunderts eine führende Rolle in der deutschen Turnbewegung spielte. Heubner, aus dessen Feder übrigens neben vielen Gedichten auch mehrere Turnerlieder stammen, wurde so zum „Sächsischen Turnvater“. Auch der Turnergruß „Gut Heil!“ sowie die rot-weißen Turnerwimpel gehen auf ihn zurück.
Zwischen 1838 und 1843 fungierte er als Direktor des Patrimonialgerichts des Grafen von Hohenthal-Püchau in Mühltroff. Gleichzeitig war er königlich sächsischer Kommissar für die Ablösung der Feudallasten im Vogtland. 1843 wurde er zum Kreisamtmann von Freiberg berufen.
Heubner gehörte 1848/49 der Frankfurter Nationalversammlung an, wo er sich zunächst der Fraktion der gemäßigten Linken, bald aber schon den entschiedenen Linken um Robert Blum anschloss. Nachdem er im Dezember 1848 im 61., 62. und 63. Wahlbezirk als Kandidat der Vaterlandsvereine in die I. Kammer des Sächsischen Landtags gewählt worden war, legte er sein Mandat in der Paulskirche nieder. In Sachsen trat er vehement für die von der Nationalversammlung erarbeitete und beschlossene Reichsverfassung und die darin verankerten Grundrechte für das deutsche Volk ein. Während des Dresdner Maiaufstands gehörte er vom 4. bis zum 9. Mai 1849 der provisorischen Regierung an, zusammen mit Samuel Erdmann Tzschirner und Carl Gotthelf Todt. Am 10. Mai wurde er in Chemnitz mit Michail Bakunin verhaftet. Nachdem er eine Untersuchungshaft in Dresden und auf der Festung Königstein verbüßt hatte, kam es zum Prozess gegen ihn, in dem er am 28. Januar 1850 wegen Hochverrats zum Tode verurteilt wurde. Die Strafe wurde aber bereits am 12. Mai 1850 in eine lebenslange Haftstrafe umgewandelt, die er im Zuchthaus Waldheim abbüßte. Am 28. Mai 1859 erhielt er anlässlich der Hochzeit des sächsischen Prinzen Georg den Gnadenerlass für seine Strafe, allerdings ohne seine bürgerlichen Ehrenrechte wieder zu erlangen. Seinen Beruf als Rechtsanwalt konnte er deswegen nicht mehr ausüben.
Im Herbst 1859 trat er in den juristischen Beirat der Sächsischen Hypotheken-Versicherungsgesellschaft in Dresden ein, zu deren 2. Direktor er 1862 aufstieg und schließlich 1865 deren Direktorat übernahm. Nachdem ihm die bürgerlichen Ehrenrechte 1865 wieder zuerkannt worden waren, wurde er 1867 wieder als Rechtsanwalt in Dresden tätig. Als Vertreter des 15. bäuerlichen Wahlbezirks war er 1869 bis 1871 Mitglied der II. Sächsischen Kammer. Er war Mitglied der Deutschen Fortschrittspartei. Ab 1869 war er Stadtverordneter von Dresden. Im August 1871 wurde er als besoldetes Mitglied in den Rat der sächsischen Residenzstadt berufen, dem er bis zu seinem Eintritt in den Ruhestand 1887 angehörte. In dieser Zeit war ihm als Leiter des städtischen Schulamts die Entwicklung des Dresdner Schulwesens anvertraut. Heubner starb 1893, sein Grab befindet sich auf dem Alten Annenfriedhof in Dresden.
Er ist der Vater des Arztes Johann Otto Leonhard Heubner. Sein Bruder ist der Jurist Ernst Leonhard Heubner.

## Werke
- O. L. H…r: Englische Dichter: eine Auswahl englischer Dichtungen mit deutscher Uebersetzung. Leipzig: Georg Wiegand, 1856.